# غلوبوزيد

N-أسيتيل جالاكتوز أمين

غلوبوزيد أو جلوبوزيد (بالإنجليزية: Globoside) هو نوع من الشحميات السفنغولية السكرية التي تحتوي على أكثر من سكر واحد كما في السلسلة الجانبية للسيراميد. تكون السكريات عادةً عبارة عن مزيج من N-أسيتيل جالاكتوز أمين وجلوكوز وجلاكتوز. الشحميات السفنغولية السكرية التي تحتوي على سكر واحد فقط كسلسلة جانبية تُسمى سيريبروزيد.
يُمكن أن تنشق السلسلة الجانبية بواسطة غالاكتوزيداز وغلوكوسيديزات. نقص ألفا-غالاكتوزيداز يُسبب مرض فابري، وهو مرض وراثي أيضي يتميز بتراكم غلوبوزيد غلوبوترايوسيلسيراميد.

## روابط خارجية
- Globosides في المكتبة الوطنية الأمريكية للطب نظام فهرسة المواضيع الطبية (MeSH).